# The Smugglers
A The Smugglers a Doctor Who sorozat huszonhetedik része, amit 1966. szeptember 10.-e és október 1.-e négy részben, valamint a negyedik évad első része.

## Történet
A Doktor, Ben és Polly a 17. századi Cornball-a érkeznek és sikeresen csempészek, kalózkapitányok, rejtett kincsek és gyilkosság szövevényébe bonyolódnak.

## Epizódok listája
| Epizód száma | Bemutató napja       | Hossza | Nézők száma | Formátum                   |
| ------------ | -------------------- | ------ | ----------- | -------------------------- |
| 1            | 1966. szeptember 10. | 24:36  | 4,3         | Csak képek és/vagy töredék |
| 2            | 1966. szeptember 17. | 24:27  | 4,9         | Csak képek és/vagy töredék |
| 3            | 1966. szeptember 24. | 23:55  | 4,2         | Csak képek és/vagy töredék |
| 4            | 1966. október 1.     | 23:37  | 4,5         | Csak képek és/vagy töredék |

## Könyvkiadás
A könyvváltozatát 1988 júniusában adták ki.

## Otthoni kiadás
DVD-n a megmaradt jeleneteket 2004-n adták ki a Lost in Time dobozban.

### Fordítás
- Ez a szócikk részben vagy egészben  a   The Smugglers című angol Wikipédia-szócikk fordításán alapul.  Az eredeti cikk szerkesztőit annak laptörténete sorolja fel. Ez a jelzés csupán a megfogalmazás eredetét és a szerzői jogokat jelzi, nem szolgál a cikkben szereplő információk forrásmegjelöléseként.